# 12ビット
12ビット（英: 12-bit）は、連続した12個（桁）のビット（1.5オクテット）であり、バイナリで最大4096（4キビ、約4.1k）までの数を表現できる。
- 「12ビットアーキテクチャ」とは、整数型、メモリアドレス、その他のデータサイズなどが、最大12ビット幅のアーキテクチャである。
- 「12ビットCPU」（プロセッサ、演算装置）とは、12ビットサイズのレジスタ、アドレスバス、データバスを持つCPU（プロセッサ、演算装置）である。
- 「12ビットカラー」とは、最大で4096（4キビ、約4.1k）色数を同時に表示できる。

## 12ビットアーキテクチャ
恐らく最も有名な12ビットCPUは、PDP-8とそのファミリーで、1963年8月から1990年代半ばまで、色々な形態で提供された。また多くのADCも12ビットである。